# Commercial Bank of Ethiopia Sports Association
Ne doit pas être confondu avec l'équipe féminine.
Maillots
Actualités
Le Commercial Bank of Ethiopia Sports Association (en amharique : ባንኮች የስፖርት ክለብ), plus couramment abrégé en CBE SA, est un club éthiopien de football fondé en 1975 et basé à Addis-Abeba, la capitale du pays.

## Histoire
Jusqu'en 2010, il a porté le nom de Banks Sports Club.
L'équipe joue en première division à partir de 2000. En 2004, elle remporte la coupe d'Éthiopie en battant l'Ethiopia Bunna (1-0). Elle atteint à nouveau la finale de coupe en 2009 mais s'incline face au Kidus Giorgis. En 2017, face aux mauvais résultats de l'équipe, reléguée en deuxième division, le club décide de la dissoudre, et de ne conserver que les sections d'athlétisme et de football féminin.

## Palmarès
| Compétitions nationales |
| --- |
| - Championnat d'Éthiopie (1) : - Champion : 2023-24 - Coupe d'Éthiopie (1) : - Vainqueur : 2003-2004. - Finaliste : 2008-2009 - Supercoupe d'Éthiopie (1) : - Vainqueur : 2004. |